# Pentágono
 (signalé en mai 2025).
Si vous disposez d'ouvrages ou d'articles de référence ou si vous connaissez des sites web de qualité traitant du thème abordé ici, merci de compléter l'article en donnant les références utiles à sa vérifiabilité et en les liant à la section « Notes et références ».
- Archive Wikiwix
- Bing
- Cairn
- DuckDuckGo
- E. Universalis
- Gallica
- Google
- G. Books
- G. News
- G. Scholar
- Persée
- Qwant
- (zh) Baidu
- (ru) Yandex
- (wd) trouver des œuvres sur Wikidata

Pentágono, en grec moderne : Πεντάγωνο, en français : pentagone, est un quartier d'Athènes, en Grèce. Il est situé entre les localités de Néo Psychikó et de Papágos. Le quartier abrite le camp militaire Papágos, qui est le siège du ministère de la défense nationale grecque. La zone est traversée par l'avenue Mesogeion. Le quartier de Pentágono est desservi par la ligne 3 du métro d'Athènes et le quartier est desservi par la station Ethnikí Ámyna (el) (Défense nationale).